# Быково (Старожиловский район)
Быково — в Старожиловском районе Рязанской области. Входит в Столпянское сельское поселение

## География
Находится в западной части Рязанской области на расстоянии приблизительно 19 км на восток-юго-восток по прямой от районного центра поселка Старожилово на левобережье реки Проня.

## История
Отмечалась еще на карте 1840 года. В 1859 году здесь (тогда деревня Пронского уезда Рязанской губернии) было учтено 35 дворов, в 1897 — 94.

## Население
Численность населения: 507 человек (1859 год), 725 (1897), 30 человек в 2002 году (русские 100 %), 31 в 2010.